# Violet Hunt
Pour les articles homonymes, voir Hunt.
Isobel Violet Hunt (28 septembre 1862 - 16 janvier 1942) est une romancière et nouvelliste britannique.
Elle cofonde la Women Writers' Suffrage League et participe à la création de PEN International.
Ellen Terry la décrit comme « sortie tout droit du Botticelli de Burne-Jones ». D. H. Lawrence l'apprécie, même si ou parce que « c'est une vraie tueuse ».

## Biographie

### Premières années
Isobel Violet Hunt naît à Durham, le 28 septembre 1862. Elle est la fille d'Alfred William Hunt (en), peintre paysagiste préraphaélite, et Margaret Raine Hunt, romancière à succès et traductrice des histoires des frères Grimm.
La famille s'installe à Londres en 1865 et Violet côtoie les préraphaélites, notamment John Ruskin et William Morris. Elle suit des études à la Notting Hill High School (l'un des premiers lycées pour filles) et à la South Kensington Art School.

### Oscar Wilde
En 1879, lorsque Letitia Scott, épouse du tuteur d'art de Margaret, William Bell Scott, invite Margaret à venir rencontrer « un merveilleux jeune Irlandais tout juste arrivé d'Oxford », elle emmène avec elle Violet, dix-sept ans. Oscar Wilde flirte ouvertement avec Violet : « Les belles femmes comme vous détiennent entre leurs mains la fortune du monde, qu’elles peuvent à loisir détruire ou faire prospérer » lui dit-il, ajoutant : « Nous gouvernerons le monde – vous et moi – vous avec votre charme et moi avec mon esprit ». Elle est « un peu amoureuse » de lui. Oscar la considère comme « la plus douce Violette d'Angleterre ». Oscar voit les Hunt presque tous les dimanches pendant deux ans, et il encourage Violet à écrire. Quand il part en Amérique en 1882, Violet se rend chez Jane Wilde dans l’espoir d’obtenir des nouvelles de son fils.
Dans ses mémoires, The Flurried Years (1926), elle insiste sur le fait qu'elle a « fait tout ce qui lui était possible pour échapper à l'honneur d'être Mme Wilde » : « Je crois qu'Oscar était vraiment amoureux de moi - pour un moment et peut-être plus qu'un moment car Alice Corkran m'a dit très sérieusement qu'il lui avait dit l’air grave "Dois-je aller dès maintenant voir M. Hunt et lui demander de me donner la main de la petite Violet ?" ». D'après Violet, il la demande en mariage en 1879.
Bien qu'elle ne publie jamais ses mémoires My Oscar, Violet s’inspire de lui pour son personnage du prétendant versatile Philip Wynyard dans son roman semi-autobiographique Their Lives (1916).

### Femme de lettres
Les écrits de Violet Hunt sont très variés dans leurs sujets et leurs formes : nouvelles, romans, mémoires ou biographies.

#### Journalisme
À treize ans, elle écrit de la poésie pour Century Magazine.
À partir de 1892, Violet Hunt contribue au magazine Sylvia's Journal, un mensuel féminin progressiste à tendance féministe, édité par Rosamund M. Watson, qui couvre une gamme de sujets allant du travail et de l'art à la sphère domestique.

#### Romans
Féministe engagée, ses romans The Maiden's Progress et A Hard Woman sont des œuvres liées au mouvement New Woman, tandis que son recueil de nouvelles Tales of the Uneasy est une fiction surnaturelle. Son roman White Rose of Weary Leaf est considéré comme son meilleur travail.
Sa biographie d'Elizabeth Siddal est considérée comme factuellement peu fiable et montre de l'animosité envers le mari de celle-ci, Dante Gabriel Rossetti.
Elle est également active dans des organisations d'écrivains, fondant la Women Writers' Suffrage League en 1908 et participant à la fondation de PEN International en 1921.

#### Salons littéraires
Malgré sa production littéraire considérable, Violet Hunt est connue à l'époque pour les salons littéraires qu'elle tient chez elle, à South Lodge, Campden Hill. Parmi ses invités, on trouve Rebecca West, Ezra Pound, Joseph Conrad, Wyndham Lewis, D. H. Lawrence et Henry James. Elle collabore avec Ford Madox Ford à l'établissement de The English Review en 1908.

### Liaisons
Même si elle adore la compagnie des hommes et décrit la vie comme « une succession de liaisons », Violet Hunt ne se marie jamais. Elle « snobe par principe les prétendants », préférant les hommes mariés plus âgés car : « Personne ne pouvait imaginer que je voulais les piéger. »
Parmi ses nombreuses conquêtes on compte H. G. Wells et Somerset Maugham, mais son amour le plus durable est Ford Madox Ford, qui, marié et âgé de 36 ans, est de 11 ans son cadet. Elle vit avec lui de 1910 à 1918 dans sa maison de South Lodge. En 1908, elle l'aide à créer The English Review. Elle inspire son amant pour les personnages de deux de ses romans Le Bon Soldat et Parade's End.

### Mort
Violet Hunt meurt d'une pneumonie en 1942. Elle est enterrée auprès de ses parents au cimetière de Brookwood.
Elle inspire le personnage central de There Were no Windows, Claire Temple, de Norah Hoult (1944).

## Œuvres

### Romans
- The Maiden's Progress (1894)
- A Hard Woman, a Story in Scenes (1895)
- The Way of Marriage (1896)
- Unkist, Unkind! (1897)
- The Human Interest – A Study in Incompatibilities (1899)
- The Celebrity at Home (1904)
- Sooner Or Later (1904)
- The Cat (1905)
- The Workaday Woman (1906)
- White Rose Of Weary Leaf (1908)
- The Wife of Altamont (1910)
- The Life Story of a Cat (1910)
- The Doll (1911)
- The Governess (1912) avec Margaret Raine Hunt
- The Celebrity's Daughter (1913)
- The Desirable Alien (1913), avec Ford Madox Ford
- The House of Many Mirrors (1915)
- Zeppelin Nights: A London Entertainment (1916) avec Ford Madox Ford
- Their Lives (1916)
- The Last Ditch (1918)
- Their Hearts (1921)

### Nouvelles
- Affairs of the Heart (1900)
- Tales of the Uneasy (1911)
- Tiger Skin (1924)
- More Tales of The Uneasy (1925)

### Biographie
- The Wife of Rossetti – Her Life and Death (1932)

### Autobiographie et journaux
- The Flurried Years (1926)
- Return of the Good Soldier: Ford Madox Ford and Violet Hunt's 1917 Diary (1983), avec Ford Madox Ford